# ヘクトメートル
ヘクトメートル（hectometre, 記号hm）は、国際単位系の長さの単位で、100メートル。漢字では「粨」と表記する。あまり日常的に使用されない。
- 1 hm = 100 m = 109.4 ヤード(Y) = 328.1 フィート(ft)

デカメートル ≪ ヘクトメートル ≪ キロメートル